# Tarka Line
Tarka Line – linia kolejowa w Anglii, w hrabstwie Devon ze stacji Exeter St Davids do Barnstaple. Nazwa linii jest zaczerpnięta z tytułu książki Henry’ego Williamsona Tarka the Otter. Długość trasy wynosi 63 kilometry a przejazd trwa godzinę. Od 1991 r. linia jest utrzymywana w ramach współpracy partnerskiej z władzami lokalnymi hrabstwa Devon.

## Historia
Linia została otwarta w 1851 r. przez kompanię The Exeter and Crediton Railway a następnie w 1854 r. wydłużona przez nowego właściciela - North Devon Railway. W latach dziewięćdziesiątych przystąpiła do programu aktywizującego Rail Ale Trail.

## Stacje na trasie
- Exeter St Davids
- Newton St Cyres
- Crediton

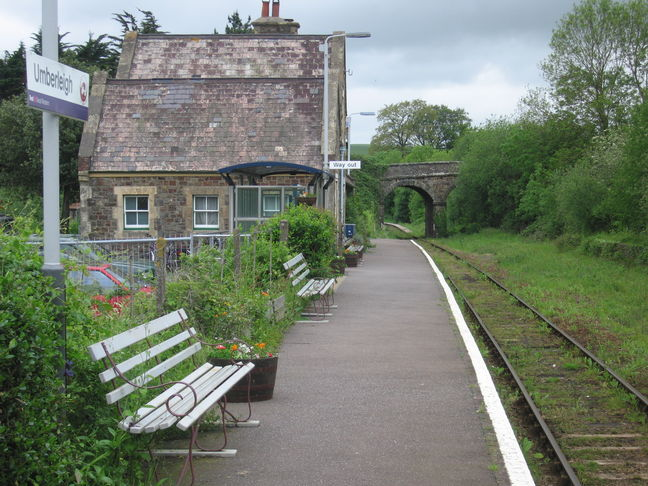
Stacja w Umberleigh

- Yeoford, połączenie z linią Dartmoor Line
- Copplestone
- Morchard Road
- Lapford
- Eggesford
- King’s Nympton
- Portsmouth Arms
- Umberleigh
- Chapelton
- Barnstaple

## Wykorzystanie linii
Tabela przedstawia ruch pasażerów na poszczególnych stacjach Tarka Line.
|                 | 2002-03 | 2004-05 | 2005-06 | 2006-07 | 2007-08 |
| --------------- | ------- | ------- | ------- | ------- | ------- |
| Newton St Cyres | 1,147   | 702     | 780     | 889     | 1,662   |
| Crediton        | 21,607  | 22,478  | 22,550  | 24,021  | 27,422  |
| Yeoford         | 7,993   | 6,883   | 6,848   | 7,701   | 7,445   |
| Copplestone     | 1,231   | 356     | 1,090   | 2,283   | 4,563   |
| Morchard Road   | 4,676   | 3,442   | 2,712   | 2,341   | 2,904   |
| Lapford         | 4,912   | 2,104   | 1,658   | 2,208   | 1,967   |
| Eggesford       | 11,430  | 14,152  | 16,009  | 18,184  | 18,658  |
| King's Nympton  | 4,013   | 2,400   | 1,781   | 1,009   | 1,033   |
| Portsmouth Arms | 614     | 372     | 510     | 667     | 1,012   |
| Umberleigh      | 7,951   | 8,301   | 10,408  | 12,564  | 13,811  |
| Chapelton       | 734     | 472     | 161     | 120     | 208     |
| Barnstaple      | 176,682 | 194,474 | 210,846 | 238,082 | 261,174 |